# 喜屋武朝教
喜屋武朝教（きゃん　ちょうきょう、1756年旧3月24日-1820年旧10月11日）は、琉球王国第二尚氏王統の王族、歌人。童名は思徳（徳の字が禁止となったため、眞三良金に変更）。嘉味田殿内九世。唐名は向詮、大和名は喜屋武按司朝教。

## 概要
琉球王国第二尚氏王統第三代国王尚真の第四王子尚龍徳を元祖とする嘉味田殿内の九世。琉歌をよくした歌人。
真和志平等総横目、総与頭、真和志平等学校奉行を歴任し、乾隆50年（1785年）、家督をついで喜屋武間切の総地頭に就任。

義理の責め縄も　急ぎ朽ちはてて
　我がままになゆる　浮世ならな
恋の山路の　涯知やい
　やすやすと戻る　人や居らぬ

## 系譜
- 父：向憲・喜屋武按司朝隆（嘉味田殿内八世）
- 母：向氏思戸金（伊是名親方朝宜の娘）
  - 兄（長男）：向儀・名乘朝盈（享年4）
  - 姉（長女）：思眞呉勢（乾隆17年旧四月27日～　）（向氏津嘉山親雲上朝慮に嫁す）
  - 姉（次女）：思武太金（乾隆19年旧七月23日～乾隆25年正月九日 享年七）
  - 妹（三女）：思武樽金（乾隆23年旧六月18日～　）（向氏宜壽次親方朝得に嫁す）

- 室：馬氏眞加戸樽（濱元親方良恭の娘）（乾隆二十四年旧十月十七日～） 
  - 長男：向承基・佐久眞按司朝英（乾隆四十年旧八月13日～乾隆58年旧七月21日享年19）
  - 長女：思武大〈ママ〉金（乾隆四十二年旧十月29日～）（向氏盛島親雲上朝昆に嫁す）
  - 嗣子：向弘業・喜屋武按司朝昌（実父：向國材・山村里之子親雲上朝章）